# Альтмайер, Якоб
Якоб Альтмайер (нем. Jakob Altmaier; 23 ноября 1889, Флёрсхайм-ам-Майн — 8 февраля 1963, Бонн) — немецкий журналист и политик, член Движения Сопротивления в годы Третьего Рейха и депутат первого бундестага ФРГ.

## Биография
Якоб Альтмайер родился 23 ноября 1889 года в городе Флёрсхайм-ам-Майн (Гессен). Писал стихи и рассказы о местных событиях на гессенском диалекте немецкого языка: его работы издавались с 1914 по 1920-е годы. Альтмайер входил в состав Социал-демократической партии Германии (СДПГ). 14 августа 1949 года он принял участие в первых парламентских выборах в Западной Германии, проходивших после окончания Второй мировой войны: набрал 31,9 % голосов и стал депутатом бундестага (M.d.B. № 11000030) Федеративной Республики Германии (ФРГ), заседавшего в городе Бонн с сентября 1949 по сентябрь 1953 года. Скончался 8 февраля 1963 года в Бонне.